# 綦毋滕
綦毋 滕（きぶ とう、生没年不詳）は、五胡十六国時代の後燕の人物。

## 生涯
驃騎大将軍を自称した慕容農に仕え、参軍に任じられていた。
384年1月、前秦の長楽公苻丕は列人で反旗を翻した旧前燕勢力を滅ぼすため、石越に歩騎1万余を与え、討伐を命じた。石越が列人の西に至ると、慕容農は綦毋滕・参軍趙秋に前鋒への攻撃を命じた。二人は石越軍の前鋒を破った。
これ以後の事績は、史書に記されていない。